# Frank Mundy
Francisco Eduardo „Frank Mundy“ Menendez (* 18. Juni 1918 in Atlanta, Georgia; † 15. Mai 2009 ebenda) war ein US-amerikanischer Automobilrennfahrer.

## NASCAR
Mundy war einer der frühen Stars der NASCAR-Rennserie. Er startete in 52 Rennen, von denen er zwischen 1949 und 1956 drei gewann und 24 Mal unter den ersten Zehn ankam. Vier Mal stand er auf der Pole-Position. Sein bestes Ergebnis in der Gesamtwertung erzielte er 1951 mit Rang fünf.

## Indianapolis
Mundy versuchte sich 1954 vergeblich für das 500-Meilen-Rennen in Indianapolis zu qualifizieren. Es blieb dies sein einziger Auftritt in der AAA-National-Serie.
Nach seiner Karriere arbeitete er eng mit Roger Penske zusammen.

## Statistik

### Indy-500-Ergebnisse
| Jahr | Startnr. | Start | Qual. (km/h) | Ergebnis | Runden | Führung | Ausfall |
| ---- | -------- | ----- | ------------ | -------- | ------ | ------- | ------- |
| 1954 | 41       | DNQ   |              |          |        |         |         |

| Legende  | Legende            | Legende                                                          |
| Farbe    | Abkürzung          | Bedeutung                                                        |
| -------- | ------------------ | ---------------------------------------------------------------- |
| Gold     | –                  | Sieg                                                             |
| Silber   | –                  | 2. Platz                                                         |
| Bronze   | –                  | 3. Platz                                                         |
| Grün     | –                  | Platzierung in den Punkten                                       |
| Blau     | –                  | Klassifiziert außerhalb der Punkteränge                          |
| Violett  | DNF                | Rennen nicht beendet (did not finish)                            |
| Violett  | NC                 | nicht klassifiziert (not classified)                             |
| Rot      | DNQ                | nicht qualifiziert (did not qualify)                             |
| Rot      | DNPQ               | in Vorqualifikation gescheitert (did not pre-qualify)            |
| Schwarz  | DSQ                | disqualifiziert (disqualified)                                   |
| Weiß     | DNS                | nicht am Start (did not start)                                   |
| Weiß     | WD                 | zurückgezogen (withdrawn)                                        |
| Hellblau | PO                 | nur am Training teilgenommen (practiced only)                    |
| Hellblau | TD                 | Freitags-Testfahrer (test driver)                                |
| ohne     | DNP                | nicht am Training teilgenommen (did not practice)                |
| ohne     | INJ                | verletzt oder krank (injured)                                    |
| ohne     | EX                 | ausgeschlossen (excluded)                                        |
| ohne     | DNA                | nicht erschienen (did not arrive)                                |
| ohne     | C                  | Rennen abgesagt (cancelled)                                      |
| ohne     | keine WM-Teilnahme |                                                                  |
| sonstige | P/fett             | Pole-Position                                                    |
| sonstige | 1/2/3/4/5/6/7/8    | Punktplatzierung im Sprint-/Qualifikationsrennen                 |
| sonstige | SR/kursiv          | Schnellste Rennrunde                                             |
| sonstige | *                  | nicht im Ziel, aufgrund der zurückgelegten Distanz aber gewertet |
| sonstige | ()                 | Streichresultate                                                 |
| sonstige | unterstrichen      | Führender in der Gesamtwertung                                   |